# 七色の変光星
「七色の変光星」（なないろのへんこうせい）は、日本のフォークデュオ・遊吟のインディーズ5作目のシングル。

## 収録曲
1. 七色の変光星
作詞・作曲：しんじ
2. 花丸カレンダー
作詞・作曲：すぐる
3. 今、君に逢いたい…
作詞・作曲：すぐる

## 楽曲の収録アルバム
- Days (#1,2,3)